# Wolfgang Lippert (Botaniker)
Wolfgang Lippert (* 26. September 1937 in Nördlingen; † 20. Juni 2018 in Gröbenzell) war ein deutscher Botaniker. Schwerpunkt seiner wissenschaftlichen Arbeit waren die Soziologie alpiner Pflanzengesellschaften und die Systematik europäischer Gebirgspflanzen.
Sein botanisches Autorenkürzel lautet „W.Lippert“.

## Leben
Lippert studierte von 1958 bis 1966 Biologie, Chemie und Geographie. 1966 wurde er an der Universität München mit der Arbeit Die Pflanzengesellschaften des Naturschutzgebietes Berchtesgaden promoviert. Zunächst als Assistent am Institut für Systematische Botanik der Universität München, kam er seit 1967 an die Botanischen Staatssammlungen München. Dort wurde er 1969 Museumsassessor und 1971 Konservator. Von 1977 bis 2002 war er Oberkonservator der Abteilung für Gefäßpflanzen der Botanischen Staatssammlung in München.
Daneben war er lange Jahre Vorsitzender und Schriftleiter der Bayerischen Botanischen Gesellschaft.
Er galt als „einer der besten Kenner der Alpenpflanzen im deutschsprachigen Raum“ und machte sich besonders um die Erforschung der Gattungen Alchemilla, Crataegus und Festuca verdient.

## Ehrungen und Auszeichnungen
- Ehrenvorsitzender der Bayerischen Botanischen Gesellschaft
- Ehrenmitglied der Bayerischen Botanischen Gesellschaft
- Ehrenmitglied der Regensburgischen Botanischen Gesellschaft
- Ehrenmitglied der Tschechischen Botanischen Gesellschaft
- Träger der Medaille München leuchtet
- Verdienstkreuz am Bande des Verdienstordens der Bundesrepublik Deutschland (2009)
- Ehrentaxon: Astragalus lippertii Maassoumi & Podlech wurde nach ihm benannt,[3] wird seit 2013 aber als Synonym von Astragalus aznabjurticus Grossh. betrachtet.[4]

## Schriften (Auswahl)
Einem breiteren Publikum wurde Wolfgang Lippert durch seine Pflanzenbestimmungsbücher bekannt, von denen manche auch in mehrere  andere Sprachen übersetzt wurden.
- Fotoatlas der Alpenblumen. Blütenpflanzen der Ost- und Westalpen. Das große Bestimmungsbuch in Farbe. Gräfe und Unzer Verlag, München 1981, ISBN 3-7742-3427-2.
- (mit Dieter Podlech) GU Naturführer Blumen. Die wichtigen Blütenpflanzen Mitteleuropas erkennen und bestimmen. 3. Auflage. Gräfe und Unzer Verlag, München 1993, ISBN 3-7742-4059-0.
- (mit Siegfried Springer und Helmut Wunder) Die Farn- und Blütenpflanzen des Nationalparks. Kommentierte Artenliste (= Nationalpark Berchtesgaden, Forschungsbericht 37). Nationalparkverwaltung Berchtesgaden, Berchtesgaden 1997, ISBN 3-922325-37-8.
- (mit Erhard Dörr) Flora des Allgäus und seiner Umgebung. Band 1, IHW-Verlag, Eching 2001, ISBN 3-930167-50-6; Band 2, IHW-Verlag, Eching 2004, ISBN 3-930167-61-1.
- (mit Lenz Meierott) Kommentierte Artenliste der Farn- und Blütenpflanzen Bayerns. Vorarbeiten zu einer neuen Flora von Bayern. Online-Version (= Berichte der Bayerischen Botanischen Gesellschaft, Sonderband). 2. Auflage. Bayerische Botanische Gesellschaft, München 2018 (online, die 1. Auflage 2014 erschien als Buch, die 2. Auflage 2018 nur digital).
- posthum: mit Lenz Meierott,  Andreas Fleischmann, Marcel Ruff: Flora von Bayern. Haupt Verlag. Bern 2024. ISBN 978-3-258-08359-9.[5]
- Liste mit zahlreichen weiteren Veröffentlichungen auf flora-germanica.de, Neuere Einzelveröffentlichungen[6]